# Eurhopalothrix szentivanyi
Eurhopalothrix szentivanyi é uma espécie de formiga do gênero Eurhopalothrix, pertencente à subfamília Myrmicinae.